# Молодёжный (Жигаловский район)
Молодёжный — посёлок в Жигаловском районе Иркутской области России. Входит в состав Усть-Илгинского сельского поселения.

## География
Находится на правом берегу реки Лена, примерно в 27 км к северо-северо-западу (NNW) от районного центра, посёлка Жигалово.

## Население
| 2002 | 2010 | 2011 | 2012 |
| ---- | ---- | ---- | ---- |
| 2    | ↘0   | →0   | →0   |

По данным Всероссийской переписи, в 2010 году постоянное население в посёлке отсутствовало.

## Улицы
Уличная сеть посёлка состоит из 2 улиц (ул. Набережная, ул. Садовая).